# Giustino (console 540)
Flavio Mar. Pietro Teodoro Valentino Rusticio Boraides Germano Giustino (latino: Fl. Mar. Petrus Theodorus Valentinus Rusticius Boraides Germanus Iustinus; Costantinopoli, 525 circa – Alessandria d'Egitto, 566) è stato un generale bizantino, imparentato con l'imperatore Giustiniano I.
Giustino era il figlio maggiore di Germano Giustino, il cugino dell'imperatore bizantino Giustiniano, e fratello del generale Giustiniano. Console per l'anno 540, seguì le orme del padre dimostrandosi un ottimo generale: combatté contro gli Slavi nei Balcani e contro i Sasanidi in Oriente.
Alla morte di Giustiniano, nel 565, Giustino era magister militum per Illyricum: la sua candidatura al trono era sostenuta dalla sua carriera militare, ma venne eletto imperatore Giustino II, un altro nipote di Giustiniano, il quale aveva una rete di relazioni migliore all'interno della corte bizantina. Giustino venne inviato dopo poco tempo ad Alessandria d'Egitto, dove venne assassinato per ordine di Giustino II, probabilmente per volere della di lui moglie Sofia.

## Biografia

### Gioventù e inizio carriera
Giustino nacque intorno al 525, ed era il figlio primogenito di Germano e di Passara. Suo padre Germano era cugino dell'imperatore bizantino Giustiniano I (r. 527-565) e dunque membro della dinastia giustinianea. Nel 540 fu nominato console ordinario quando era ancora molto giovane; viene raffigurato come imberbe nel suo dittico consolare, ed è ancora definito "giovane" da Procopio di Cesarea nove anni dopo. A quel punto, era già stato nominato vir illustris e comes domesticorum. Nello stesso anno, accompagnò suo padre in Oriente contro i Persiani Sasanidi, ma rimanendo inattivo. Nel 549, fu determinante nella scoperta della congiura ordita dal generale armeno Artabane e i suoi associati per detronizzare l'imperatore Giustiniano. I cospiratori intendevano assassinare l'imperatore Giustiniano e il generale Belisario e imporre sul trono bizantino Germano. Messo al corrente delle loro intenzioni, Giustino le riferì al padre, che a sua volta ne mise al corrente Marcello, il Comes Excubitorum, portando all'arresto dei congiurati.

I Balcani settentrionali nella Tarda Antichità

Nel 550, insieme al fratello minore Giustiniano, si unì al padre che stava partendo per una spedizione contro il Regno ostrogoto d'Italia, ma Germano morì improvvisamente nell'autunno del 550, prima che l'esercito avesse lasciato i Balcani, dove si stava radunando. In seguito a ciò, Giustiniano e il genero di Germano, Giovanni, condussero l'esercito verso Salona (odierna Spalato in Croazia), dove l'eunuco Narsete assunse il comando verso la fine del 551. All'inizio del 551, Giustino fu inserito nell'esercito sotto il comando dell'eunuco Scolastico che ricevette il compito di respingere una incursione slava nei Balcani orientali. I Bizantini in un primo momento furono sconfitti nei pressi di Adrianopoli ma nel prosieguo delle operazioni riuscirono a conseguire una vittoria, in conseguenza della quale gli Slavi si ritirarono dai territori bizantini. All'inizio del 552, Giustino e Giustiniano furono posti al comando di una ulteriore spedizione volta a respingere una incursione slava contro la diocesi di Illirico, ma le truppe a loro disposizione erano troppo esigue per poter confrontarsi con gli invasori in campo aperto. Di conseguenza i due fratelli si dovettero accontentare di disturbarli con azioni di guerriglia. Subito dopo ricevettero l'ordine di marciare a nord per assistere i Longobardi contro i Gepidi insieme ad Arazio, Suartuas e Amalafridas, ma i Bizantini non poterono spingersi troppo a nord per la necessità di reprimere un tumulto religioso nella città di Ulpiana.

### Alto comando in Lazica e nel Danubio

Mappa della Lazica

Nel 554, una volta acquisita una certa esperienza in ambito militare, Giustino fu spedito a Oriente in Lazica per aggregarsi alle armate bizantine sotto il comando di Bessa, Buze e Martino. Il suo primo scontro con i Persiani coincise con una sconfitta. Insieme a Bessa, Giustino e alle proprie truppe era accampato nella pianura di Chytropolia, nei pressi della fortezza strategicamente importante di Telephis, che era sotto il controllo di Martino. Il generale persiano Mihr-Mihroe, tuttavia, riuscì a scacciare Martino da Telephis. Martino si ritirò per ricongiungersi agli altri due generali a Chytropolia, ma ancora una volta l'esercito bizantino, troppo lento nel prendere posizione, fu costretto a fuggire in disordine davanti ai Persiani in avanzata, ritirandosi lungo il fiume Phasis fino all'isola fortificata di Nesos (Νήσος, che significa "isola"). Bessa fu destituito dal grado di magister militum per Armeniam in conseguenza di questa disfatta, e gli succedette Martino con Giustino come secondo in comando. Giustino non era a conoscenza dell'intento di Martino di assassinare il loro alleato, il re lazico Gubazes II; quando apprese del misfatto, rimase scosso, ma non biasimò Martino perché era convinto erroneamente che l'assassinio fosse stato commesso per ordine dell'imperatore Giustiniano.
I Bizantini sferrarono poi un attacco alla fortezza persiana di Onoguris, ma furono costretti ad abbandonarlo dall'arrivo inaspettatamente rapido di un'armata persiana sotto il comando di Nachoragan. Nella primavera del 556, Giustino si trovava con il resto delle truppe bizantine a Nesos, quando Nakhoragan invase la Lazica occidentale, dirigendosi verso la città di Fasi. I Bizantini si precipitarono in direzione della città, riuscendo a raggiungerla prima dell'esercito persiano e riuscendo a difenderla con successo nel corso di un assedio prolungato. In seguito a tale successo, all'inizio del 556 Giustino ritornò a Nesos per sorvegliarla insieme a Buze, mentre il resto dell'esercito marciò contro i Misimiani, una tribù che si era recentemente alleata con i Persiani e aveva ucciso il generale bizantino Soterico. L'unica attività di Giustino in questo periodo fu l'invio di uno dei suoi ufficiali, Elminzur, per espugnare Rhodopolis (odierna Vartsikhe) con 2 000 cavalieri. Nell'anno successivo, fu concordata una tregua generale, che fu convertita in trattato di pace nel 562.
Subito dopo, una inchiesta imperiale relativa all'assassinio di Gubazes si concluse giungendo alla conclusione che il colpevole era Martino. In virtù dei suoi successi militari, Martino non fu condannato a morte ma comunque destituito dal grado di magister militum per Armeniam e sostituito da Giustino nella primavera del 557. Fu in questo ruolo che verso la fine del 557 Giustino ricevette la prima ambasceria avara all'Impero bizantino. Gli Avari, che erano fuggiti dalle loro terre ancestrali nell'Asia centrale a causa dell'ascesa dei Göktürk, chiesero protezione imperiale e territori dove insediarsi. Giustino li spedì a Costantinopoli, dove arrivarono a dicembre. Dirottati lontano dall'Impero e verso le pianure dell'Ucraina da Giustiniano, gli Avari sconfissero un nemico dopo l'altro e alla fine raggiunsero le rive nordorientali del Danubio nel 561/562. Ivi incontrarono di nuovo Giustino, che era stato appena trasferito al comando della quaestura exercitus che aveva sotto la propria giurisdizione il limes del Basso Danubio (il cosiddetto Limes Moesiae). In quell'occasione gli Avari richiesero di essere insediati in territorio imperiale bizantino, segnatamente nella provincia di Scythia Minor, le cui difese erano state devastate da una recente invasione dei Kutriguri condotti da Zabergan. In tale circostanza Giustino ebbe un ruolo cruciale nello scoprire le intenzioni degli Avari di invadere l'Impero a prescindere dall'esito delle negoziazioni mettendone al corrente Giustiniano. Conseguentemente, l'ambasceria avara a Costantinopoli fu trattenuta mentre le difese bizantine sul Danubio furono rafforzate. Con Giustino che continuava a mantenere una attenta sorveglianza sul Danubio, gli Avari si accontentarono del sussidio annuale ricevuto da Bisanzio, e lasciarono l'Impero in pace per alcuni anni.

### Esilio e morte
Al momento della morte dell'imperatore Giustiniano nel 565, a causa dei suoi titoli e della reputazione di comandante, nonché per la prossimità del suo esercito alla capitale imperiale, era il principale candidato alla successione insieme a suo cugino Giustino, il curopalates. Quest'ultimo, tuttavia, era già presente a Costantinopoli, e poteva contare sull'appoggio del Senato bizantino e soprattutto del patriarca Giovanni Scolastico e del Comes Excubitorum Tiberio, che aveva aiutato nell'ottenere il posto. Di conseguenza Giustino fu prontamente elevato al trono lo stesso giorno della morte di Giustiniano. Secondo lo storico coevo Evagrio Scolastico, i due Giustini avevano raggiunto un accordo secondo il quale chi dei due sarebbe stato incoronato imperatore avrebbe reso l'altro la seconda persona più potente dell'Impero. Quando Giustino II richiamò suo cugino a Costantinopoli, sembrava che fosse questa la ragione. Il generale fu in un primo momento ricevuto calorosamente, ma ben presto il nuovo imperatore, accusandolo di tramare ai suoi danni, lo privò delle guardie del corpo e lo condannò agli arresti domiciliari, per poi esiliarlo ad Alessandria d'Egitto; secondo una fonte dall'attendibilità dubbia (Teofane Confessore), Giustino fu nominato prefetto augusteo di Egitto. Ivi fu assassinato nel sonno, in quanto sospettato di aspirare al trono, e la sua testa fu portata a Costantinopoli. In realtà, era considerato una minaccia troppo grande per il nuovo imperatore affinché potesse essere lasciato in vita; il cronista visigoto Giovanni di Biclaro attribuisce esplicitamente l'omicidio alla moglie di Giustino II, l'imperatrice Sofia.